# 印具徳右衛門
印具 徳右衛門 （いんぐ とくえもん、生没年不詳）は、彦根に領地を置いた戦国時代の人物。松平康親の家臣である。

## 人物
相州に1500石の領地を与えられていた。松平康親の馬屋預を務めた。徳右衛門邸跡は現在彦根西中学校の一部となっている。徳右衛門の娘（もしくは妹）は、井伊直政の側室である阿古であり、井伊直孝を産んでいる。